# 佐藤洋介
佐藤 洋介（さとう ようすけ）は日本のレコーディング・エンジニア、サウンドエンジニア、サウンドプロデューサー。岡本定義との宅録ユニットCOILの旧メンバー。

## 作詞・作曲
- 森高千里「ザルで水くむ恋心」（曲）
- Chappie「MCダイエット」（詞曲）
- 杏子「Easy Going J-POP Blues〜but I like it〜」「Poison Ivy」「秘蜜の花園」「冬の花火」（曲）
- 福耳「SUMMER of LOVE」（曲）
- 舞台「食用人間1号2号4号」（劇中音楽作曲）
- 映画「ゆずの葉ゆれて」（劇中音楽作曲）
- ドラマ「バイプレイヤーズ 〜もしも6人の名脇役がシェアハウスで暮らしたら〜」（劇中音楽作曲）